# Chris Jackson
Chris Jackson (ur. 18 lipca 1970 w Napier) – nowozelandzki piłkarz, grający na pozycji pomocnika.

## Kariera klubowa
Chris Jackson rozpoczął karierę w 1986 roku w klubie Napier City Rovers. Z Rovers wygrał New Zealand National Soccer League w 1989. W latach 1990–1991 był zawodnikiem Miramar Rangers, po czym przeszedł do australijskiego Melbourne Croatia. W latach 1994–1997 był zawodnikiem Fawkner Azzurri, po czym wyjechał na rok do Singapuru. W 1999 roku powrócił do Nowej Zelandii do występującego National Soccer League New Zealand Knights.
W latach 2005–2007 występował w Waitakere United, z którym zdobył Klubowe Mistrzostwo Oceanii w 2007. W latach 2007–2010 był zawodnikiem prowincjonalnego australijskiego klubu Dandaloo FC. Od 2010 roku jest zawodnikiem South Coast Wolves. Jackson w 1992 i 1995 roku był wybierany nowozelandzkim piłkarzem roku.

## Kariera reprezentacyjna
W reprezentacji Nowej Zelandii Jackson zadebiutował 19 września 1992 w zremisowanym 0-0 meczu z Fidżi. W 1996 roku wystąpił w Pucharze Narodów Oceanii, w którym Nowa Zelandia odpadła w półfinale. Jackson wystąpił w obu meczach z Australią,. W 1997 roku uczestniczył w eliminacjach Mistrzostw Świata 1998. W 1998 roku wystąpił w Pucharze Narodów Oceanii, który Nowa Zelandia wygrała. Burton wystąpił w czterech meczach z Tahiti, Vanuatu, Fidżi i w finale z Australią.
W 1999 roku wystąpił w Pucharze Konfederacji, na którym Nowa Zelandia odpadła w fazie grupowej. Na turnieju w Meksyku wystąpił we wszystkich trzech meczach z USA, Niemcami i Brazylią. W 2000 roku po raz trzeci wystąpił w Pucharze Narodów Oceanii, na którym Nowa Zelandia zajęła drugie miejsce. Jackson wystąpił w czterech meczach z Tahiti (bramka), Vanuatu, Wyspami Salomona i Australią. W 2001 roku uczestniczył w eliminacjach Mistrzostw Świata 2002.
W 2002 roku po raz ostatni wystąpił w Pucharze Narodów Oceanii, który Nowa Zelandia wygrała. Jackson wystąpił w czterech meczach z Tahiti, Wyspami Salomona, Vanuatu i Australią. W 2003 roku wystąpił w Pucharze Konfederacji, na którym Nowa Zelandia odpadła w fazie grupowej. Na turnieju we Francji wystąpił w dwóch meczach z Japonią i Francją, który był jego ostatnim meczem w reprezentacji. Ogółem w latach 1992–2003 w reprezentacji wystąpił w barwach w 59 meczach, w których strzelił 10 bramek.